# 므네사르코스 (티로스)
므네사르코스(그리스어: Μνήσαρχος)는 사모스의 피타고라스의 아버지이다. 페니키아의 항구도시 티로스 출신의 상인으로서 그리스 에게해의 사모스 섬에 정착하여 지중해를 오가는 해상 무역에 종사한다.
또한 그는 그리스 신화의 아폴론을 섬기는 충실한 신자이기도 하였다. 자신의 자식인 피타고라스(Πυθαγόρας)의 이름 역시 아폴론을 일컫는 "피톤 아폴론"의 피톤(Πύθων)에서 따온 것이다.

## 참고 문헌
John Strohmeier, Peter Westbrook, 《Divine Harmony, The Life and Teachings of Pythagoras》, 1999년